# Julia Kent (Musikerin)

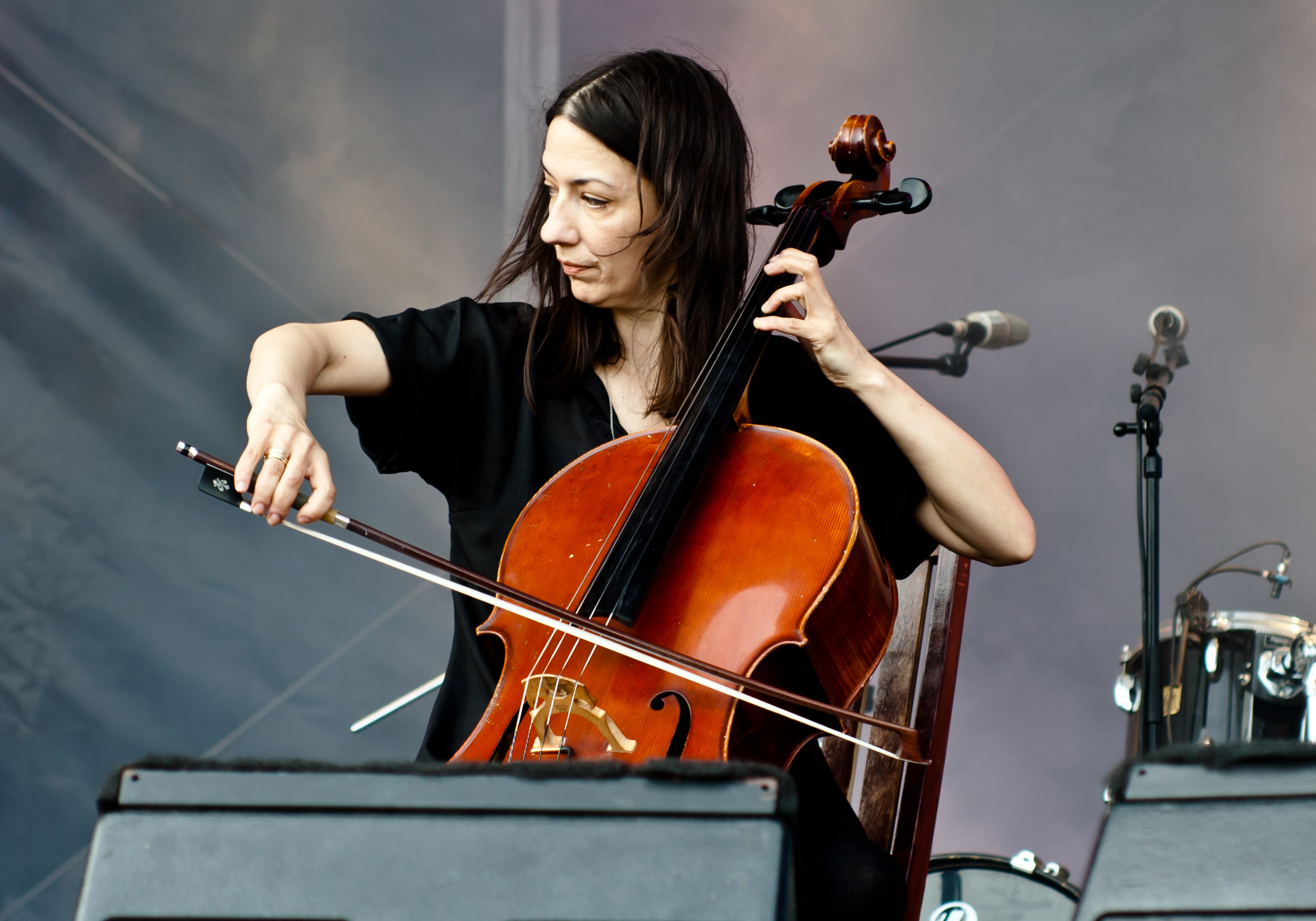
Julia Kent (2011)

Julia Kent (geboren in Vancouver, British Columbia) ist eine kanadische Musikerin und vor allem als Gründungsmitglied der Cellogruppe Rasputina und als Cellistin von Antony and the Johnsons bekannt. 
Kent kam in Vancouver, British Columbia zur Welt und studierte Cello an der Indiana University, Bloomington. Sie verließ Rasputina 1999 und hat seitdem viele namhafte Künstler am Cello begleitet, wobei die Schwerpunkte der Kooperationen weniger im klassischen Bereich liegen als im Bereich Singer-Songwriter und diversen Spielarten des Rock. 2007 ist ihr erstes Soloalbum „Delay“ bei Important Records erschienen (für den europäischen Markt wurde es beim Schweizer Label Shayo veröffentlicht). Kent lebt heute in New York.

## Einige Künstler, mit denen Julia Kent bisher zusammengearbeitet hat
- Angela McCluskey
- Angels of Light
- Antony and the Johnsons
- Au Revoir Simone
- Backworld
- Barbara Morgenstern
- Bela
- Black Tape for a Blue Girl
- Blind Cave Salamander
- Burnt Sugar
- Current 93
- Devendra Banhart
- Jarboe
- Larsen
- Library Tapes
- Norah Jones
- Plumbline
- Rasputina
- Rufus Wainwright
- Ryan Adams
- Teddy Thompson
- Ultra Vivid Scene

## Filmografie
- 2023: The Boy in the Woods – Überleben ist alles (The Boy in the Woods)